# آندری کراواریک
آندری کراواریک (انگلیسی: Andrej Kravárik) بازیکن سابق و مربی فعلی اسلواکی-یونانی والیبال است. آندری از سال ۲۰۰۴ تا ۲۰۰۷ عضو تیم ملی والیبال یونان بود. وی در سال‌های ۲۰۰۰ و ۲۰۱۲ به عنوان بهترین بازیکن لیگ یونان انتخاب شد. کراواریک بزرگترین بخشی از زندگی حرفه‌ای خود را در با بازی در باشگاه ایراکلیس تسالونیکی گزراند و با این تیم به موفقیت‌های زیادی دست یافت. او در حال حاضر سرمربی تیم آریس تسالونیکی و همچنین کمک مربی تیم ملی والیبال اسلواکی است.